# Canon EOS DCS 1
La Canon EOS DCS 1 è stata la seconda DSLR Kodak basta su corpo Canon, rinominata Kodak EOS DCS-1. 
Fu messa in commercio a dicembre del 1995 preceduta dalla più economica EOS DCS 3 del luglio dello stesso anno e come questa anche la DCS 1 combina un corpo Canon EOS-1N con un dorso digitale Kodak DCS 460. Nonostante offra un'ampia risoluzione da 6 megapixel con un sensore APS-H, una serie di problemi tecnici (insieme ad un prezzo di 3,6 milioni di yen) hanno fatto sì che la DCS 1 non sia mai diventata una macchina molto diffusa al di fuori di pochi e ristretti settori specializzati.
Sebbene, inoltre, il sensore sia molto più grande di quello presente nella EOS DCS 3, la DCS 1 ha una sensibilità ISO bassa e fissa a 80. L'elevata dimensione dell'immagine fa sì che la velocità di scatto multiplo non sia superiore ad una foto al secondo per un massimo di due foto consecutive seguite da un ritardo di 8 secondi per lo svuotamento della memoria buffer. Una scheda di memoria PCMCIA o Microdrive tipica da 340 MB può immagazzinare fino a 53 immagini. e come per le altre fotocamere della gamma Kodak DCS, la EOS DCS 1 non può produrre file JPEG in camera, ma necessita di un processamento esterno su computer.
La EOS DCS 1 è stata sostituita nel 1998 dalla EOS D6000 (rinominata Kodak DCS 560).